# Hospital de Braga
El hospital de Braga es un nosocomio público y se localiza en la freguesia de São Victor, cerca de Sete Fontes, en la ciudad y concejo de Braga en Portugal. Abierto en 2011 substituyó al antiguo Hospital de São Marcos.
Se caracteriza por ser un Hospital central y universitario, teniendo el área de urgencias más versátil. Es un Hospital base para los concejos de Amares, Braga, Póvoa de Lanhoso, Terras de Bouro, Vieira do Minho y Vila Verde, siendo también el Hospital de referencia de Miño, con una población de un millón doscientos mil habitantes.